# Ерік Янжа
Ерік Янжа (словен. Erik Janža, нар. 21 червня 1993, Марибор) — словенський футболіст, захисник клубу «Гурник» (Забже) та національної збірної Словенії.

## Клубна кар'єра
Народився 21 червня 1993 року в місті Марибор. Вихованець футбольної школи клубу «Мура 05». Дорослу футбольну кар'єру розпочав 2010 року в основній команді того ж клубу, в якій провів три сезони, взявши участь у 76 матчах чемпіонату. Більшість часу, проведеного у складі «Мури», був основним гравцем захисту команди.
Своєю грою за цю команду привернув увагу представників тренерського штабу клубу «Домжале», до складу якого приєднався влітку 2013 року. Відіграв за команду з Домжале наступні два з половиною сезони своєї ігрової кар'єри. Граючи у складі «Домжале» також здебільшого виходив на поле в основному складі команди.
До складу клубу «Марибор» приєднався на початку 2015 року і в тому ж сезоні став з командою чемпіоном Словенії. Наразі встиг відіграти за команду з Марибора 7 матчів в національному чемпіонаті.

## Виступи за збірні
2011 року дебютував у складі юнацької збірної Словенії, взяв участь у 8 іграх на юнацькому рівні, відзначившись одним забитим голом.
Протягом 2014–2015 років залучався до складу молодіжної збірної Словенії. На молодіжному рівні зіграв у 4 офіційних матчах.
18 листопада 2014 року дебютував в офіційних матчах у складі національної збірної Словенії в товариській грі проти збірної Колумбії (0:1). Наразі провів у формі головної команди країни 1 матч.

## Титули і досягнення
- Чемпіон Словенії (1):

«Марибор»:  2014-15
- Володар Кубка Словенії (1):

«Марибор»: 2015-16